# Конка (коммуна)

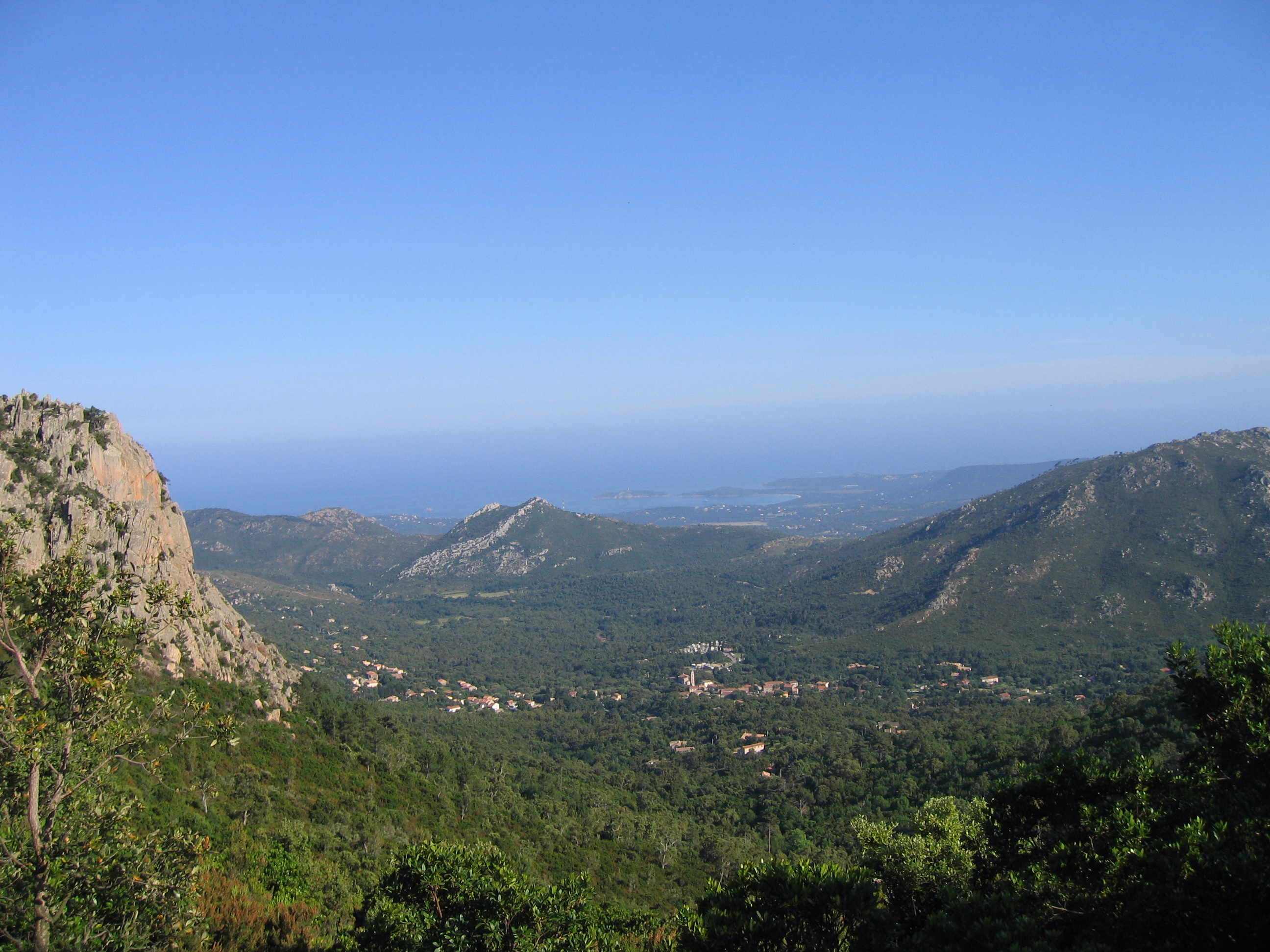
Конка

Конка (фр. Conca, корс. Conca) — коммуна во Франции, находится в регионе Корсика. Департамент коммуны — Южная Корсика. Входит в состав кантона Порто-Веккио. Округ коммуны — Сартен.
Код INSEE коммуны — 2A092.
Коммуна расположена на расстоянии около 970 км юго-восточнее Парижа, 55 км юго-восточнее Аяччо.

## Население
Население коммуны на 2008 год составляло 1038 человек.
| 1962 | 1968 | 1975 | 1982 | 1990 | 1999 | 2008 |
| ---- | ---- | ---- | ---- | ---- | ---- | ---- |
| 399  | 432  | 481  | 546  | 783  | 770  | 1038 |